# Arabska Republika Islamska

Flaga Arabskiej Republiki Islamskiej

Arabska Republika Islamska (arab. الجمهورية العربية الإسلامية) – nigdy niezrealizowany projekt zjednoczenia Libii i Tunezji w latach 70.
Źródło idei powołania Arabskiej Republiki Islamskiej leży w powstałej w latach 30. XX wieku idei zjednoczenia Maghrebu oraz ideologii panarabskiej. Poglądy te popierał libijski przywódca Muammar al-Kaddafi.
W 1972 r. Kadafi przedstawił koncepcję połączenia Libii i Tunezji w jedno państwo. Przyczynił się do tego problem z utworzeniem przez Libię wraz z Egiptem i Syrią Federacji Republik Arabskich. Projekt ten poparł tunezyjski przywódca Habib Burgiba. 
Po obustronnych negocjacjach, 11 stycznia 1974 r., w Dżerbie podpisano porozumienie, zgodnie z którym Libia i Tunezja miały utworzyć nowe państwo – Arabską Republikę Islamską. Duży opór w Tunezji przeciwko utracie niepodległości przez państwo sprawił, że po kilku dniach Burgiba wycofał się z projektu zjednoczenia z Libią.